# Distretto di Asgat (Zavhan)
Il distretto di Asgat è uno dei ventiquattro distretti (sum) in cui è suddivisa la provincia del Zavhan, in Mongolia. Conta una popolazione di 1.125 abitanti (censimento 2005). 